# Gradisca (Sedegliano)
Gradisca (Grediscje in friulano) è una frazione del comune di Sedegliano (UD), sita nei pressi del Tagliamento. Attualmente conta circa 700 abitanti.
Alle porte della borgata sono stati rinvenuti i resti di uno fra i più antichi castellieri della regione (fra i 1500 e i 1700 anni a.C.)